# Hannes Clara
Hannes Clara (* 18. Februar 1990 in Bruneck) ist ein italienischer Naturbahnrodler. Er gewann im Einsitzer bisher zwei Weltcuprennen sowie die Bronzemedaille bei der Europameisterschaft 2012 und wurde jeweils einmal Juniorenwelt- und europameister. Im Doppelsitzer startet er seit 2011/2012 im Weltcup. Sein älterer Cousin Florian Clara ist ebenfalls Naturbahnrodler.

## Karriere
Den ersten großen Erfolg feierte Clara im Alter von 15 Jahren, als er bei der Junioreneuropameisterschaft 2005 in Kandalakscha mit dem Vorsprung von nur einer Hundertstelsekunde auf Patrick Pigneter überraschend die Goldmedaille gewann. Im nächsten Winter verfehlte er bei der Juniorenweltmeisterschaft 2006 als Vierter nur knapp eine weitere Medaille und auch bei der Junioreneuropameisterschaft 2007 blieb er als Vierter erneut knapp hinter den Medaillenrängen.
Seit der Saison 2006/2007 startet Clara im Einsitzer-Weltcup. Gleich in seinem ersten Rennen am 21. Januar 2007 in seiner Heimat Longiarü erreichte er den dritten Platz. Am Saisonende stand er in Moos in Passeier zum zweiten Mal auf dem Siegerpodest, womit er den achten Platz im Gesamtweltcup erzielte. Bei der Juniorenweltmeisterschaft 2008 in Latsch gewann Clara hinter seinem Landsmann Christian Schwarz die Silbermedaille im Einsitzer und zusammen mit seinem Cousin Florian auch Silber im Doppelsitzer. Im selben Jahr nahm er bei der Europameisterschaft 2008 in Olang auch erstmals an Titelkämpfen in der Allgemeinen Klasse teil. Er belegte dabei den sechsten Rang im Einsitzer.
In der Weltcupsaison 2007/2008 war Claras einziger Podestplatz der zweite Rang in Latsch. Mit insgesamt vier Top-10-Ergebnissen wurde er Siebenter im Gesamtklassement. Auch in der Saison 2008/2009 fuhr Clara nur einmal auf das Podest. Er konnte sich aber in allen sechs Weltcuprennen unter den besten zehn klassieren, womit er im Gesamtklassement Platz sechs erreichte. In den Jahren 2008 und 2009 wurde er Italienischer Juniorenmeister im Einsitzer. Bei der Junioreneuropameisterschaft 2009 in Longiarü gewann er wie schon im Vorjahr bei der Junioren-WM die Silbermedaille im Einsitzer, diesmal hinter dem Österreicher Thomas Schopf. Knapp außerhalb der Medaillenränge blieb er bei der Weltmeisterschaft 2009 im Passeier: Sowohl im Einsitzer als auch im Mannschaftswettbewerb belegte er den vierten Platz.
Am 24. Januar 2010 feierte Clara in Latsch seinen ersten Weltcupsieg. Zwei Wochen zuvor war er in Umhausen Zweiter geworden. Im Gesamtweltcup der Saison 2009/2010 erreichte er trotz dieser Ergebnisse nur den achten Platz, weil er insgesamt nur an drei Rennen teilnahm. Ende Januar wurde er in Deutschnofen Juniorenweltmeister im Einsitzer, aber bei der Europameisterschaft 2010 in St. Sebastian blieb er mit Rang sechs ohne Spitzenresultat. Ein solches gelang ihm auch bei der Weltmeisterschaft 2011 in Umhausen nicht. Er wurde Zehnter im Einsitzer und Fünfter im Mannschaftswettbewerb. Im Weltcup nahm Clara in der Saison 2010/2011 nur an zwei Rennen teil, die er an siebter und zwölfter Stelle beendete, weshalb er im Gesamtweltcup auf Rang 23 zurückfiel.
In der Saison 2011/2012 nahm Clara wieder an allen sechs Weltcuprennen teil. Er zeigte konstant gute Leistungen und erreichte mit Ausnahme des ersten Wettkampfes in jedem Rennen den zweiten Platz hinter Patrick Pigneter, womit er hinter diesem auch den zweiten Platz im Gesamtweltcup belegte. Erstmals nahm er in diesem Winter auch an Doppelsitzerrennen im Weltcup teil. Er startete gemeinsam mit Stefan Gruber, belegte in den sechs Saisonrennen Platzierungen zwischen Rang sechs und zehn und wurde Siebter im Gesamtweltcup. Bei der Europameisterschaft 2012 in Nowouralsk gewann er hinter Pigneter und Michael Scheikl die Bronzemedaille im Einsitzer, während er im Doppelsitzer mit Stefan Gruber auf den sechsten und im Mannschaftswettbewerb mit Melanie Schwarz, Alex Gruber und Stefan Gruber auf den fünften Platz fuhr.

## Erfolge

### Weltmeisterschaften
- Moos in Passeier 2009: 4. Einsitzer, 4. Mannschaft
- Umhausen 2011: 10. Einsitzer, 5. Mannschaft
- Deutschnofen 2013: 3. Mannschaft, 4. Einsitzer, 6. Doppelsitzer

### Europameisterschaften
- Olang 2008: 6. Einsitzer
- St. Sebastian 2010: 6. Einsitzer
- Nowouralsk 2012: 3. Einsitzer, 6. Doppelsitzer (mit Stefan Gruber), 5. Mannschaft

### Juniorenweltmeisterschaften
- Garmisch-Partenkirchen 2006: 4. Einsitzer
- Latsch 2008: 2. Einsitzer, 2. Doppelsitzer (mit Florian Clara)
- Deutschnofen 2010: 1. Einsitzer

### Junioreneuropameisterschaften
- Kandalakscha 2005: 1. Einsitzer
- St. Sebastian 2007: 4. Einsitzer
- Longiarü 2009: 2. Einsitzer

### Weltcup
- 2. Gesamtrang im Einsitzer-Weltcup in den Saisonen 2011/2012 und 2012/13
- 7. Gesamtrang im Doppelsitzer-Weltcup in der Saison 2011/2012
- 15 Podestplätze im Einsitzer, davon 2 Siege:

| Datum           | Ort      | Land       | Disziplin |
| --------------- | -------- | ---------- | --------- |
| 24. Januar 2010 | Latsch   | Italien    | Einsitzer |
| 3. Februar 2013 | Kindberg | Österreich | Einsitzer |